# Fillmore (Utah)
Fillmore je správní město okresu Millard County ve státě Utah. K roku 2000 zde žilo 2 253 obyvatel. S celkovou rozlohou 14,9 km² byla hustota zalidnění 150,8 obyvatel na km².